# SN 2007sx
SN 2007sx – supernowa typu II odkryta 2 października 2007 roku w galaktyce A011009-0042. Jej jasność pozostaje nieznana.